# Carl-Alex Ridoré
Carl-Alex Ridoré, né le 14 mars 1972, est un homme politique suisse, membre du Parti socialiste (PS). D'origine haïtienne, il est connu pour avoir été le premier préfet afro-descendant de Suisse.

## Biographie

### Enfance et éducation
Carl-Alex Ridoré est Suisse de parents haïtiens. Il fréquente le Collège Sainte-Croix de Fribourg, puis étudie le droit à l'Université de Fribourg et possède le brevet d'avocat.
Socialiste, il est auteur d'une thèse en droit européen. Sportif et ancien junior de l'équipe de Suisse de basket-ball, il a chanté dans des chœurs de son canton d'origine, Fribourg.

### Carrière
Carl-Alex Ridoré est avocat de métier.
Il est élu président au parlement communal de Villars-sur-Glâne en 2001. En 2006, il est élu au Grand Conseil du canton de Fribourg. En juin 2008, il est élu préfet du district de la Sarine fribourgeoise. En fonction de 2008 à 2021 et première personnalité noire de Suisse à occuper cette fonction, il est surnommé le « Barack Obama fribourgeois » par Blick.
Le PS lance Ridoré dans la course pour succéder à Christian Levrat lors de l'élection de remplacement du Conseil des États du 26 septembre 2021. Lors de la campagne pour cette élection, l'une des affiches de campagne de Carl-Alex Ridoré est vandalisée pour des motifs de discrimination raciale.